# Pelecopsis moschensis
Pelecopsis moschensis är en spindelart som först beskrevs av Lodovico di Caporiacco 1947.  Pelecopsis moschensis ingår i släktet Pelecopsis och familjen täckvävarspindlar.
Artens utbredningsområde är Tanzania. Inga underarter finns listade i Catalogue of Life.